# Aloe ambrensis
Aloe ambrensis ist eine Pflanzenart der Gattung der Aloen in der Unterfamilie der Affodillgewächse (Asphodeloideae). Das Artepitheton ambrensis verweist auf das Vorkommen der Art auf Cap d’Ambre auf Madagaskar.

## Beschreibung

### Vegetative Merkmale
Aloe ambrensis wächst stammlos und einzeln. Die elf bis 15 weit ausgebreiteten, lanzettlichen-zugespitzten Laubblätter bilden lockere Rosetten. Die grüne oder oft rötlich überhauchte Blattspreite ist 70 Zentimeter lang und 3,5 bis 6 Zentimeter breit. Die steifen, weißen Zähne am Blattrand sind 1,5 Millimeter lang und stehen 15 bis 20 Millimeter voneinander entfernt.

### Blütenstände und Blüten
Der Blütenstand ist einfach oder besteht aus einem Zweig. Er erreicht eine Länge von 30 bis 40 Zentimeter. Die lockeren, zylindrischen Trauben sind 12 bis 20 Zentimeter lang und bestehen aus 40 bis 50 Blüten. Die papierenen Brakteen weisen eine Länge von 5 Millimeter auf. Die zylindrischen, roten Blüten stehen an 5 Millimeter langen Blütenstielen. Die Blüten sind 30 Millimeter lang. Auf Höhe des Fruchtknotens weisen die Blüten einen Durchmesser von 5 Millimeter auf. Darüber sind sie auf 3 Millimeter verengt und schließlich zur Mündung erweitert. Ihre äußeren Perigonblätter sind auf einer Länge von 3 bis 4 Millimetern nicht miteinander verwachsen. Die Staubblätter und der Griffel ragen kaum aus der Blüte heraus.

### Früchte
Die Früchte sind Beeren mit einem Durchmesser von 20 Millimetern.

## Systematik und Verbreitung
Aloe ambrensis ist nur auf dem Cap d’Ambre auf Madagaskar in Wäldern zwischen Basalt- und Kalksteinbrocken unter Bäumen verbreitet.
Die Erstbeschreibung durch Jean-Bernard Castillon wurde 2007 veröffentlicht.

## Nachweise